# Epidiaspis persimilis
Epidiaspis persimilis är en insektsart som först beskrevs av Cockerell 1897.  Epidiaspis persimilis ingår i släktet Epidiaspis och familjen pansarsköldlöss. Inga underarter finns listade i Catalogue of Life.